# Eucithara gradata
Eucithara gradata is een slakkensoort uit de familie van de Mangeliidae. De wetenschappelijke naam van de soort is voor het eerst geldig gepubliceerd in 1875 door Nevill & Nevill.